# Первомайск (Томская область)
Первома́йск — деревня в Бакчарском районе Томской области, Россия. Входит в состав Бакчарского сельского поселения.

## География
Село чуть южнее трассы Р399. Расстояние до райцентра по автодороге — 12 км на запад.

## Население
| 2002 | 2010 | 2012 | 2013 | 2014 | 2015 | 2021 |
| ---- | ---- | ---- | ---- | ---- | ---- | ---- |
| 127  | ↘101 | ↘93  | ↘87  | ↘86  | ↘80  | ↘43  |

## Социальная сфера
Ближайшие школа и фельдшерско-акушерский пункт находятся в Поротниково.